# Thin Rock
Der Thin Rock (von englisch thin ‚dünn, schmal‘) ist ein langer, schmaler Felsvorsprung im ostantarktischen Königin-Marie-Land. Er ragt 2,3 km südwestlich von The Mitre auf der Nordseite der Davis-Halbinsel auf.
Teilnehmer der Australasiatischen Antarktisexpedition (1911–1914) unter der Leitung des australischen Polarforschers Douglas Mawson benannten ihn deskriptiv.